# NGC 5334
NGC 5334 هي مجرة حلزونية تقع في كوكبة العذراء.

## وصلات خارجية
- NGC 5334 على موقع ويكي سكاي: DSS2, SDSS, GALEX, IRAS, Hydrogen α, X-Ray, Astrophoto, Sky Map, Articles and images